# Boehmeria pilosiuscula
Boehmeria pilosiuscula är en nässelväxtart som först beskrevs av Carl Ludwig von Blume, och fick sitt nu gällande namn av Justus Carl Hasskarl. Boehmeria pilosiuscula ingår i släktet Boehmeria och familjen nässelväxter. Utöver nominatformen finns också underarten B. p. suffruticosa.